# أندريس نيمان
أندريس نيمان (بالإنجليزية: Andries Nieman)‏ (11 سبتمبر 1927 – 13 أغسطس 2009) هو ملاكم جنوب أفريقي راحل، مثّل بلاده في الألعاب الأولمبية الصيفية 1952 وحقق الميدالية البرونزية في فئة الوزن الثقيل.

## روابط خارجية
أندريس نيمان على موقع بوكس ريك (الإنجليزية) (registration required)
- أندريس نيمان على موقع اللجنة الأولمبية الدولية (الإنجليزية)
- أندريس نيمان على موقع أوليمبيديا (الإنجليزية)